# 张翔 (中将)
张翔（1943年—），汉族，四川达县人，中国人民解放军军事将领、张爱萍之子。
生于浙江宁波镇海县，今北仑区。加入中国共产党，担任第二炮兵原副司令员、中将。2008年，当选第十一届全国政协委员，代表特别邀请人士，分入第五十五组。